# David López García
David López García (Barakaldo, 13 maggio 1981) è un ex ciclista su strada spagnolo, professionista dal 2003 al 2018.

## Palmarès
- 2007 (Caisse d'Epargne, una vittoria)

5ª tappa Giro di Germania (Sonthofen > Sölden)
- 2010 (Caisse d'Epargne, una vittoria)

9ª tappa Vuelta a España (Calp > Alcoy)
- 2013 (Sky, una vittoria)

6ª tappa Eneco Tour (Riemst > La Redoute)

### Altri successi
- 2006 (Euskaltel-Euskadi)

Classifica scalatori Critérium International
- 2011 (Movistar Team)

3ª tappa Vuelta a Burgos (Pradoluengo > Belorado, cronosquadre)
- 2016 (Team Sky)

1ª tappa Vuelta a España (Ourense Termal/Balneario de Laias > Parque Náutico Castrelo de Miño, cronosquadre)

## Piazzamenti

### Grandi Giri
- Giro d'Italia

2005: ritirato (7ª tappa)
2006: 45º
2009: ritirato (20ª tappa)
2016: 69º
- Tour de France

2006: ritirato (18ª tappa)
2008: 51º
2013: 127º
2014: 105º
- Vuelta a España

2003: 47º
2005: 75º
2007: 14º
2009: 42º
2010: 42º
2011: ritirato (17ª tappa)
2016: 60º
2017: 66º

### Classiche monumento
- Liegi-Bastogne-Liegi

2011: 27º
2013: 66º
2014: ritirato
- Giro di Lombardia

2014: ritirato